# تپه شاردلهار ۱
تپه شاردلهار ۱ مربوط به دوران‌های تاریخی پس از اسلام است و در استان قزوین، شهرستان بوئین‌زهرا، بخش دشتابی، روستای شارد واقع شده و این اثر در تاریخ ۱۰ مهر ۱۳۸۰ با شمارهٔ ثبت ۳۹۴۱ به‌عنوان یکی از آثار ملی ایران به ثبت رسیده است.